# E-girls與e-boys
- 關於香港男子音樂組合，請見「E-kids」。
- 關於日本女子歌舞組合，請見「E-girls」。

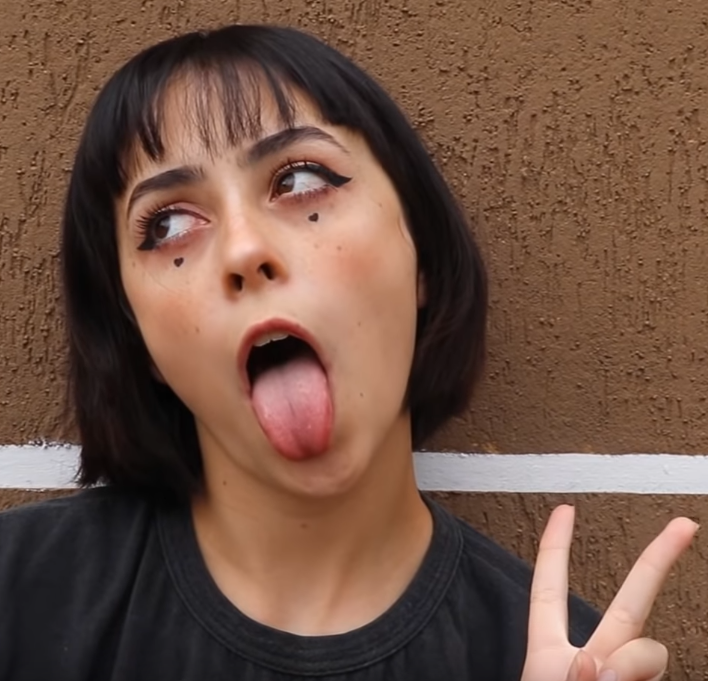
以阿嘿顏表情拍照的e-girl

南非出生，現居英國的網紅Belle Delphine

e-girls與e-boys，或有時合稱e-kids，其中的e來自英語electronic，一稱電玩少女或電競少女。是2010年代末，伴隨社群媒體Instagram、抖音與Twitch而產生的流行次文化。

## 起源
e-girls一詞，一開始出自於電子遊戲玩家社群所使用的貶抑詞語，形容女性欲吸引更多目光，儼然成為另一種時尚風格。
2019年7月14日，美國紐約州由提卡一名17歲青少女碧安卡·迪文遭謀殺後，英語圈媒體使用該詞稱呼該女子的打扮，e-girls一詞遂開始流行。
這種流行風格受動漫文化、1990年代與2000年代時尚風格、韓流、嘻哈文化、哥德次文化、情緒搖滾等文化元素所影響，常見的穿著特色如鮮明雙色調、辮子、流蘇、長、短袖T恤、鏈條和無邊便帽等。化妝方面，尤其是用逗號形狀或用於在眼睛下方繪製心形的眼影，而腮紅也是常見元素。

## 代表人物
- 貝黛芬
- 怪奇比莉
- 蜜桃貓朵佳

## 資料來源
1. ↑  歪力. . 2019-07-06 （中文）.
2. ↑  時尚max. . 2021-10-27 （中文）.
3. ↑  Courtney Thompson. . 21 February 2020  [2022-05-25]. （原始内容存档于2022-01-16） （英语）.
4. ↑  Sarah Lawrence. . 1 August 2019  [2022-05-25]. （原始内容存档于2021-05-31） （英语）.
5. 1 2  Carotte. . 22 January 2020  [2022-05-25]. （原始内容存档于2022-06-01） （法语）.
6. ↑  Kelly-Leigh Cooper. . 16 July 2021  [2022-06-03]. （原始内容存档于2022-07-05） （英语）.
7. ↑  Tess Owen. . 19 July 2019  [2022-05-25]. （原始内容存档于2020-08-10） （英语）.